# Distretto di Çeltik
Il distretto di Çeltik (in turco Çeltik ilçesi) è uno dei distretti della provincia di Konya, in Turchia.